# Federico Balzaretti
Federico Balzaretti (Turín, Provincia de Turín, Italia, 6 de diciembre de 1981) es un exfutbolista italiano. Se desempeñaba en la posición de defensa.

## Selección nacional
Fue internacional con la selección de fútbol de Italia en 16 ocasiones. Debutó el 17 de noviembre de 2010, en un encuentro amistoso ante la selección de Rumania que finalizó con marcador de 1-1.

### Participaciones en Eurocopas
| Eurocopa      | Sede              | Resultado  |
| ------------- | ----------------- | ---------- |
| Eurocopa 2012 | Polonia y Ucrania | Subcampeón |

## Clubes
| Club                | País   | Año       |
| ------------------- | ------ | --------- |
| Torino F. C.        | Italia | 1998-1999 |
| A. S. Varese        | Italia | 1999-2001 |
| A. C. Siena         | Italia | 2001-2002 |
| Torino F. C.        | Italia | 2002-2005 |
| Juventus F. C.      | Italia | 2005-2007 |
| A. C. F. Fiorentina | Italia | 2007-2008 |
| U. S. Palermo       | Italia | 2008-2012 |
| A. S. Roma          | Italia | 2012-2015 |

## Palmarés

### Campeonatos nacionales
| Título  | Club           | País   | Año     |
| ------- | -------------- | ------ | ------- |
| Serie B | Juventus F. C. | Italia | 2006-07 |